# Aedeomyia venustipes
Aedeomyia venustipes är en tvåvingeart som först beskrevs av Frederick Askew Skuse 1889.  Aedeomyia venustipes ingår i släktet Aedeomyia och familjen stickmyggor. Inga underarter finns listade i Catalogue of Life.